# Agrias decelli
Agrias decelli är en fjärilsart som beskrevs av Le Moult 1925. Agrias decelli ingår i släktet Agrias och familjen praktfjärilar. Inga underarter finns listade i Catalogue of Life.